# Чуриков, Владимир Викторович
Влади́мир Ви́кторович Чу́риков (род. 2 ноября 1957, Курагино, Курагинский район, Красноярский край) — российский государственный деятель, юрист.
Прокурор города Москвы (с 30 сентября 2015 по 29 декабря 2018 года). Прокурор Волгоградской области (2010—2015). Государственный советник юстиции 2 класса.
С 2019 года — заместитель генерального директора АО «Мосводоканал» по взаимодействию с органами государственной власти и общественными организациями.

## Биография
Родился 2 ноября 1957 года в посёлке Курагино в Курагинском районе Красноярского края.
Служил в рядах Советской армии.
В 1983 году окончил юридический факультет Красноярского государственного университета. С того же времени работал старшим юрисконсультом в посёлке Светлогорск, работал в органах прокуратуры Красноярского края, занимая должность стажёра и следователя прокуратуры Курагинского района, а также прокурора Саянского и Ермаковского муниципальных районов.
В 2000 по 2007 годах занимал должность прокурора Октябрьского района Красноярска.
С 1 февраля 2007 года работал в должности заместителя прокурора Красноярского края.
С 29 апреля 2010 года по 9 сентября 2015 года — прокурор Волгоградской области Член Постоянно действующего координационного совещания по обеспечению правопорядка в Волгоградской области..
С 9 сентября 2015 года по 29 декабря 2018 года — прокурор города Москвы.
В феврале 2019 года стал заместителем генерального директора АО «Мосводоканал» по взаимодействию с органами государственной власти и общественными организациями, начав работу с подготовки объектов вверенной ему организации к сезону паводков. Данная работа не связана с надзорной деятельностью

## Награды
- Медаль ордена «За заслуги перед Отечеством» II степени
- Нагрудный знак «Почётный работник прокуратуры Российской Федерации»
- Почётная грамота Правительства Российской Федерации.

## Интервью
- Владимир Чуриков, прокурор Волгоградской области: «Для меня не существует рядовых проверок…» // В1.ру, 12.01.2012
- Владимир Чуриков, прокурор Волгоградской области: «Я убежден, на страницах вашей газеты появится ещё немало интересных материалов о результатах прокурорских проверок» // Областные вести, 31.08.2012